# Deals Gap
Deals Gap est un col de montagne le long de la frontière entre la Caroline du Nord et le Tennessee, bordant le parc national des Great Smoky Mountains près de la rivière Little Tennessee. Il est situé à une altitude de 606 mètres et traversé par l'U.S. Route 129.
À 1,1 kilomètre au sud se trouve la communauté non constituée en municipalité qui partage le même nom.
La région est populaire auprès des amateurs de voitures de sport et de motos, qui traversent le col dans le Tennessee pour rouler le long du « Dragon » (The Dragon), une route célèbre pour ses 318 courbes en 18 kilomètres et notamment la « Queue du Dragon » (Tail of the Dragon).

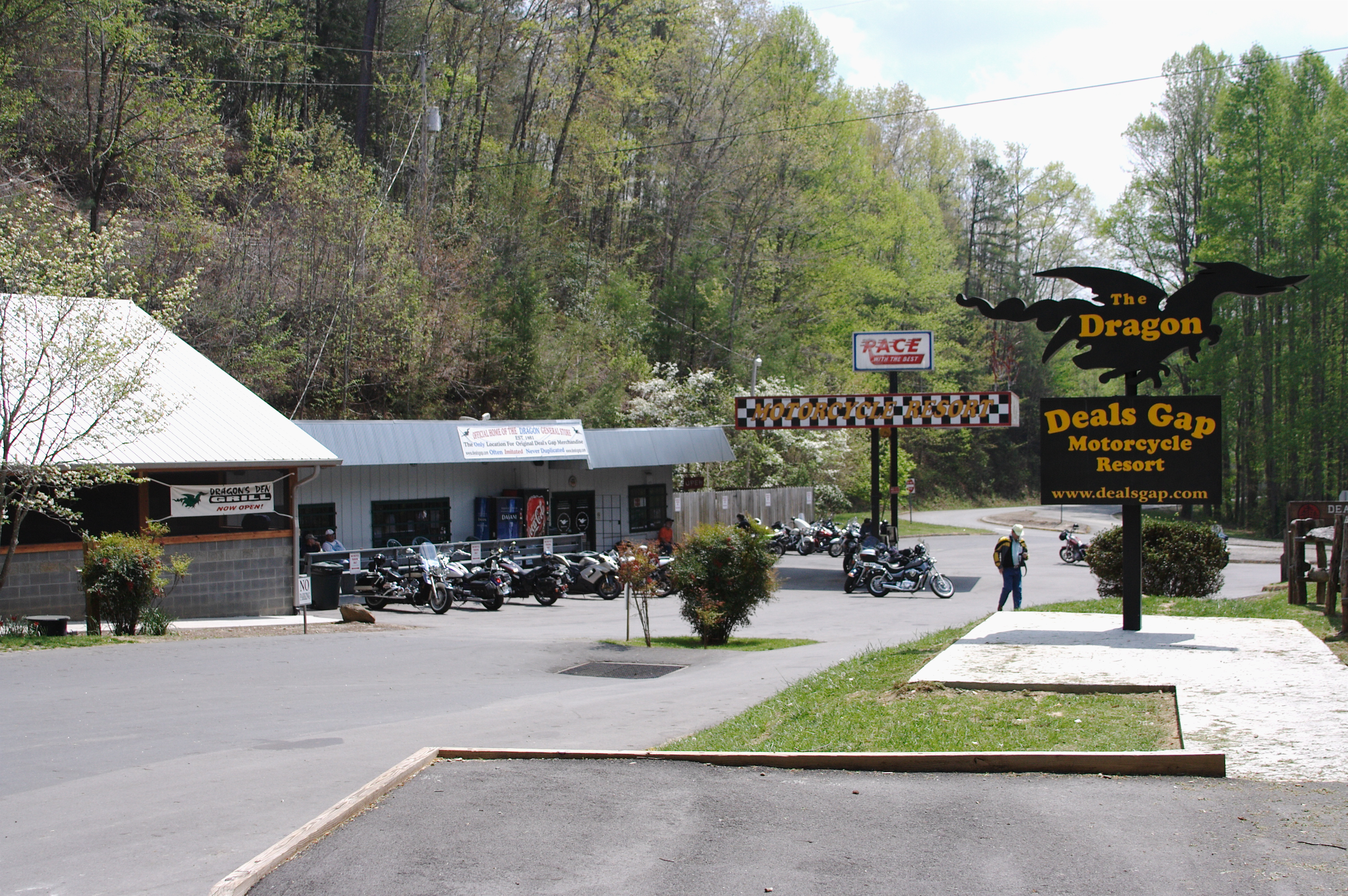
Début de la Tail of the Dragon.
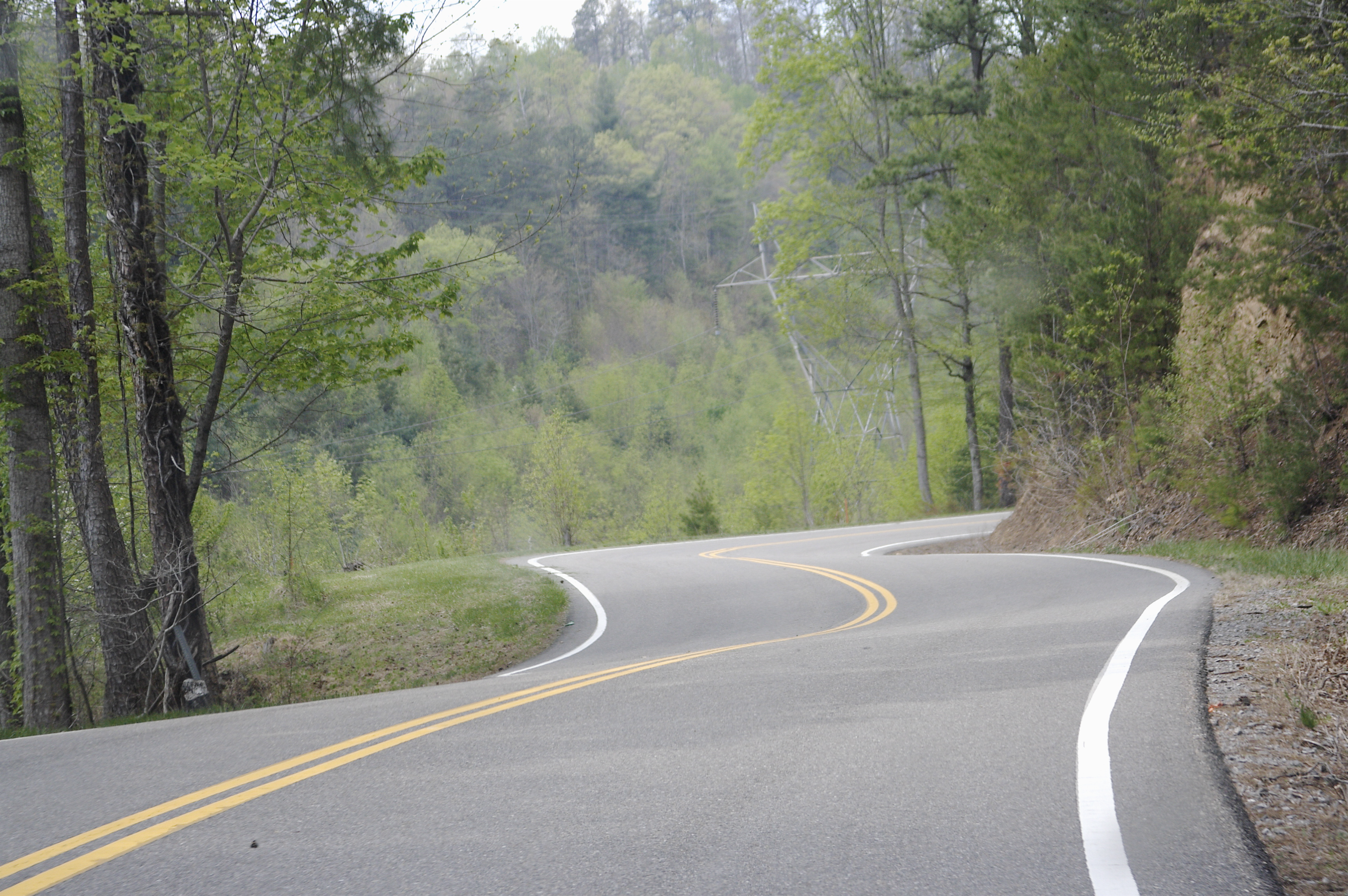
Tail of the Dragon.
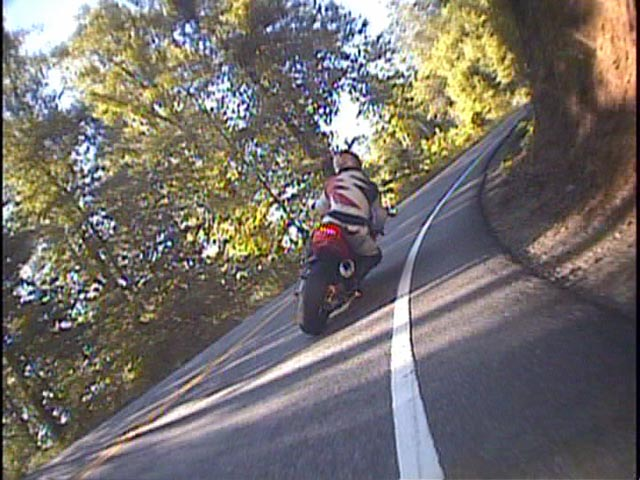